# Birds of Fire
Birds of Fire – drugi album studyjny The Mahavishnu Orchestra i ostatni zrealizowany w oryginalnym składzie, nim Jean-Luc Ponty zastąpił skrzypka Jerry’ego Goodmana a Narada Michael Walden zastąpił perkusistę Billy’ego Cobhama.
Na odwrocie albumu znalazł się wiersz pt. "Revelation" autorstwa Śri Chinmoya.
Zremasterowana edycja albumu na płycie CD została wydana w roku 2000 nakładem Sony Music Entertainment. Wydawnictwo zawierało m.in. przygotowaną przez Billa Milkowskiego poszerzoną książeczkę informacyjną, zawierającą rzadkie fotografie grupy.

## Lista utworów
Opracowano na podstawie materiału źródłowego.
| 1.  | „Birds of Fire” (McLaughlin)                   | 5:50  |
|     |                                                |       |
| 2.  | „Miles Beyond” [Miles Davis] (McLaughlin)      | 4:47  |
|     |                                                |       |
| 3.  | „Celestial Terrestrial Commuters” (McLaughlin) | 2:54  |
|     |                                                |       |
| 4.  | „Sapphire Bullets of Pure Love” (McLaughlin)   | 0:24  |
|     |                                                |       |
| 5.  | „Thousand Island Park” (McLaughlin)            | 3:23  |
|     |                                                |       |
| 6.  | „Hope” (McLaughlin)                            | 1:59  |
|     |                                                |       |
| 7.  | „One Word” (McLaughlin)                        | 9:57  |
|     |                                                |       |
| 8.  | „Sanctuary” (McLaughlin)                       | 5:05  |
|     |                                                |       |
| 9.  | „Open Country Joy” (McLaughlin)                | 3:56  |
|     |                                                |       |
| 10. | „Resolution” (McLaughlin)                      | 2:09  |
|     |                                                |       |
|     |                                                | 40:24 |
|     |                                                |       |

## Twórcy
Opracowano na podstawie materiału źródłowego.

- John McLaughlin – gitara
- Jan Hammer – instrumenty klawiszowe, syntezator Mooga
- Jerry Goodman – skrzypce
- Rick Laird – gitara basowa
- Billy Cobham – instrumenty perkusyjne
- Jim Scott – inżynieria dźwięku
- Ken Scott – inżynieria dźwięku
- Chris Poisson – dizajn
- Pranavananda – zdjęcia